# Miha Šalehar
Miha Rihtar Šalehar, slovenski televizijski in radijski voditelj, * 1974, Trbovlje.

## Zgodnja leta in izobrazba
Odraščal je v Šentvidu pri Ljubljani.
Diplomiral je leta 2011 na višješolskem programu Inštituta in akademije za multimedije v Ljubljani.

## Kariera
Njegov brat je Matevž Šalehar - Hamo. Leta 1997 sta ustanovila glasbeno skupino Babewatch, ki je razpadla leta 2000.
Na Radioteleviziji Slovenija je delal kot voditelj od leta 2000. Vodil je glasbene TV-oddaje, kasneje pa je deloval predvsem na Valu 202. Leta 2022 je sodelovanje z Valom 202 prekinil. Vzporedno se od leta 2019 aktivneje ukvarja z gorskim kolesarstvom in turizmom, v vasi Robidišče je s poslovnim partnerjem zasnoval kolesarski center z urejenimi stezami, ki pa so ga nekaj let kasneje zaprli.
Leta 2018 je pri Mladinski knjigi izšla zbirka njegovih kolumn Duh česa in leta 2021 še knjiga Pustolovec zmote. Leta 2023 je izdal svojo najnovejšo knjigo Notranji pir.

## Zasebno
Iz prejšnje zveze ima sina, s partnerko Nejo Engelsberger pa sta leta 2015 dobila hčer. Živi v Podgori pri Šentvidu pri Ljubljani. Javno je spregovoril o svojih preteklih težavah z alkoholizmom.

## Filmografija

### Televizija
| Leto        | Naslov        | Vloga                 | Zaznamki |
| ----------- | ------------- | --------------------- | -------- |
| 2000–2004   | Videospotnice | Voditelj              |          |
| 2005–2008   | Tekma         | Voditelj              |          |
| 2007, 2011– | Aritmija      | Novinar, zasliševalec |          |
| 2009–2011   | Tranzistor    | Voditelj              |          |
| 2010, 2014  | Na tretjem... | Voditelj              | 4 oddaje |
| 2013–2015   | Poletna scena | Voditelj, gost        |          |

### Dokumentarni filmi
- Dragocena mokrišča (2014) – voditelj[10]
- Ne grem na koleno (2016) – scenarist
- Nepoškodovanje (2018) – pripovedovalec

## Radio
- Toplovod
- Spetek
- Latrina (2014–2018, 2020−2022)[11]

## Diskografija (kot član Babewatch)
Albumi
- Komu stoji? (1999)
- Dilema (2000)

Singli
- Nočem (2000)[4]

## Glasbena dela
- Tinkara Kovač: In sta šla (Dejan Radičević, Miha Rihtar Šalehar/Zvezdan Martič/Dejan Radičević, Miha Rihtar Šalehar) (2000)
- Tinkara Kovač: Slepa sreča (Dejan Radičević, Miha Rihtar Šalehar/Zvezdan Martič/Dejan Radičević, Miha Rihtar Šalehar) (2000)